# Farnham (Québec)
Farnham è un comune del Canada, situato nella provincia del Québec, nella regione di Montérégie.